# Vol Aeroflot 3519
Le vol Aeroflot 3519 était un vol intérieur assuré par un Tupolev Tu-154B-2 entre Krasnoïarsk et Irkoutsk. Le 23 décembre 1984, peu après le décollage, le moteur no 3 prit feu, et l'avion s’écrasa lors d'un atterrissage d'urgence. 110 personnes furent tuées, et il n’y eut qu’un seul survivant. L'avion fut détruit dans l'accident.
L'accident est le douzième pire accident connu par un Tupolev 154 et le neuvième pire accident de l'histoire de l'aviation russe.

## Détails de l’accident
Le 23 décembre 1984, à 14h08 MSK (UTC/GMT + 7 heures), le vol 3519 Aeroflot décolla de l'aéroport de Krasnoïarsk pour l'aéroport d’Irkoutsk, soit pour un trajet d'environ 879 km. Le temps était clair avec une grande visibilité. L'avion ensuite vira et grimpa à une altitude de 1 500 mètres (4 900 pieds). Le contrôle au sol autorisa l'avion à monter à une altitude de 5 700 mètres (18 700 pieds). 
Après deux minutes et une seconde de vol, à une vitesse de 480 km/h et une altitude de 2040 mètres (6690 pieds), le moteur no 3 tomba en panne et prit feu. Cela était dû à un défaut métallurgique et de fabrication dans le premier étage du disque du compresseur basse pression. L'ingénieur de vol coupa, à tort, le moteur no 2. Dix secondes plus tard, il réalisa son erreur et tenta de redémarrer le moteur no 2. L'équipage commença alors à faire virer l'avion en vue d’un atterrissage d'urgence. Le moteur no 3 fut coupé et l'équipage percuta en vain les extincteurs. 
Sans avertissement, le moteur no 2 se mit à tourner à pleine puissance et ne put être contrôlé avec les leviers de commande de puissance du moteur. L'équipage réussit à couper le moteur no 2, mais la vanne de carburant resta ouverte. À ce moment-là, l'incendie du moteur no 3 s’était propagé au pylône et à l'unité de puissance auxiliaire dans le compartiment arrière. L'incendie causa des dommages importants au système électrique de l'avion, ce qui provoqua des chutes de tension et à l'arrêt des systèmes hydrauliques.
Lorsque le vol 3519 franchit la borne extérieure de la piste de l'aéroport de Krasnoyarsk, il volait à une vitesse de 420 km/h à une altitude de 175 mètres (574 pieds), et descendait à une vitesse de 10 mètres par seconde (33 pieds/s). En raison des importants dégâts dus au feu qui n’avait laissé à l'avion qu’un seul moteur fonctionnel, l'équipage ne put contrôler l'avion. L'avion s’inclina vers la droite et s’écrasa sur la piste à 14h15 avec un angle de 50 degrés. Le temps écoulé entre le début de l'incendie et l'accident fut de quatre minutes et 30 secondes. Le seul survivant était un passager, un homme de 27 ans, qui fut grièvement blessé. Les 110 autres personnes à bord de l'avion périrent. L'avion fut détruit et partiellement brûlé dans l'accident.

## Données techniques et statistiques
Le premier vol de l’appareil assurant le vol 3519 Aeroflot avait eu lieu en 1979.
Au moment du décollage et de l'accident, le temps était calme, avec une visibilité à plus de 3500 mètres (11 500 pieds), avec très peu de nuages, et une température de -18 °C. La météo n'a pas eu de rôle dans l'accident.
Sur les 104 passagers à bord, cinq étaient des enfants. Il y avait sept membres d'équipage. 110 de ceux à bord, tout l'équipage et 103 passagers, furent tués dans l'accident. Aucun blessé ou victime au sol ne fut signalé.
À l'époque, l'accident était le troisième pire accident de l'histoire du Tupolev 154 et la cinquième pire accident de l'histoire de l'aviation russe. Il est maintenant le douzième pire accident et la dix-neuvième plus coûteux de l'histoire du Tupolev 154 et le neuvième pire accident de l'histoire de l'aviation russe.